# Jonny O'Mara
Jonny O'Mara (Keighley, 2 marzo 1995) è un tennista britannico.

## Biografia
Specialista del doppio, ha vinto 3 titoli ATP ed è stato numero 44 della classifica mondiale.

## Statistiche

### Doppio

#### Vittorie (3)
| Legenda doppio       |
| Grande Slam (0)      |
| ATP Finals (0)       |
| ATP Masters 1000 (0) |
| ATP Tour 500 (0)     |
| ATP Tour 250 (3)     |

| N. | Data            | Torneo                                  | Superficie  | Compagno       | Avversari in Finale           | Punteggio   |
| 1. | 29 giugno 2018  | Nature Valley International, Eastbourne | Erba        | Luke Bambridge | Ken Skupski Neal Skupski      | 7-5, 6-4    |
| 2. | 21 ottobre 2018 | Stockholm Open, Stoccolma               | Cemento (i) | Luke Bambridge | Marcus Daniell Wesley Koolhof | 7-5, 7-6(8) |
| 3. | 4 ottobre 2021  | Sofia Open, Sofia                       | Cemento (i) | Ken Skupski    | Oliver Marach Philipp Oswald  | 6-3, 6-4    |

#### Finali perse (4)
| Legenda doppio            |
| Grande Slam (0)           |
| ATP World Tour Finals (0) |
| ATP Masters 1000 (0)      |
| ATP World Tour 500 (0)    |
| ATP World Tour 250 (4)    |

| N. | Data             | Torneo                           | Superficie      | Compagno        | Avversari in Finale                                 | Punteggio   |
| 1. | 5 gennaio 2019   | Maharashtra Open, Pune           | Cemento         | Luke Bambridge  | Rohan Bopanna Divij Sharan                          | 3-6, 4-6    |
| 2. | 2 marzo 2019     | Brasil Open, San Paolo           | Terra rossa (i) | Luke Bambridge  | Federico Delbonis Máximo González                   | 4-6, 3-6    |
| 3. | 5 maggio 2019    | Millennium Estoril Open, Cascais | Terra rossa     | Luke Bambridge  | Jérémy Chardy Fabrice Martin                        | 5-7, 6(3)-7 |
| 4. | 29 febbraio 2020 | Chile Open, Santiago             | Terra rossa     | Marcelo Arévalo | Roberto Carballés Baena Alejandro Davidovich Fokina | 6(3)-7, 1-6 |

## Risultati in progressione
| Sigla | Risultato               |
| ----- | ----------------------- |
| V     | Vincitore               |
| F     | Finalista               |
| SF    | Semifinalista           |
| O     | Oro olimpico            |
| A     | Argento olimpico        |
| SF    | Bronzo olimpico         |
| QF    | Quarti di Finale        |
| 4T    | Quarto turno            |
| 3T    | Terzo turno             |
| 2T    | Secondo turno           |
| 1T    | Primo turno             |
| RR    | Round Robin             |
| LQ    | Turno di qualificazione |
| A     | Assente                 |
| ND    | Non disputato           |

| Legenda superfici    |
| -------------------- |
| Cemento              |
| Terra battuta        |
| Erba                 |
| Superficie variabile |

### Doppio
| Torneo                     | 2017          | 2018          | 2019          | 2020          | V-S |
| Tornei Grande Slam         |               |               |               |               |     |
| Australian Open, Melbourne | A             | A             | 2T            | QF            | 4-2 |
| Open di Francia, Parigi    | A             | A             | 1T            | 2T            | 1-2 |
| Wimbledon, Londra          | 2T            | 1T            | 1T            | ND            | 1-3 |
| US Open, New York          | A             | A             | 3T            | 1T            | 2-2 |
| Vittorie-Sconfitte         | 1-1           | 0-1           | 3-4           | 4-3           | 8-9 |
| Giochi Olimpici            |               |               |               |               |     |
| Giochi Olimpici            | Non disputati | Non disputati | Non disputati | Non disputati | 0-0 |
| Vittorie-Sconfitte         | Non disputati | Non disputati | Non disputati | Non disputati | 0-0 |

### Doppio misto
| Torneo                     | 2017          | 2018          | 2019          | 2020          | V-S |
| Tornei Grande Slam         |               |               |               |               |     |
| Australian Open, Melbourne | A             | A             | A             | A             | 0-0 |
| Open di Francia, Parigi    | A             | A             | A             | ND            | 0-0 |
| Wimbledon, Londra          | A             | A             | 1T            | ND            | 1-3 |
| US Open, New York          | A             | A             | A             | ND            | 0-0 |
| Vittorie-Sconfitte         | 0-0           | 0-0           | 0-1           | 0-0           | 0-1 |
| Giochi Olimpici            |               |               |               |               |     |
| Giochi Olimpici            | Non disputati | Non disputati | Non disputati | Non disputati | 0-0 |
| Vittorie-Sconfitte         | Non disputati | Non disputati | Non disputati | Non disputati | 0-0 |